# 仙波太郎
仙波 太郎（せんば たろう、1855年6月5日（安政2年4月21日） - 1929年2月19日（昭和4年2月19日））は、日本の陸軍軍人、政治家。最終階級は陸軍中将。衆議院議員。

## 経歴
伊予国久米郡福音寺村（現在の愛媛県松山市福音寺町）で仙波元太郎の長男として生まれた。幼名は惣太郎。少年時代は行商をしながら南久米村の三輪田塾で学び、また福沢諭吉の著書から新知識の吸収につとめた。
陸軍教導団を経て、1878年12月、陸軍士官学校（旧2期）を卒業し、翌年2月、歩兵少尉に任官し歩兵第8連隊付となる。1885年12月、陸軍大学校（1期）を優等（三席）で卒業。
参謀本部課僚、同第3局員、参謀本部第2局員、ドイツ留学、歩兵第12連隊大隊長などを経て、日清戦争に第5師団参謀として出征、平壌攻略戦などに参戦した。第5師団参謀、第2師団参謀、陸士教官、第3師団参謀長、第10師団参謀長、第8師団参謀長、歩兵第24連隊長などを歴任。1903年4月、義和団の乱後の清国駐屯軍司令官となり、同年7月、陸軍少将に進級した。
日露戦争中は、満洲軍総司令部と緊密な連絡を取り、清国内部における宣撫工作や情報収集活動（いわゆる諜報活動）に携わった。また、青木宣純大佐（北京公使館附武官）の隷下に、ロシア軍後方における破壊工作を行った特別任務班の活動にも大きな援助を与えた。しかし、駐屯軍司令官当時の仙波に関しては、現段階ではほとんど史料が無く（失われたか、未発見）詳細については不明である。
歩兵第31旅団長、歩兵第18旅団長、歩兵第2旅団長などを経て、1910年11月、陸軍中将に昇進。下関要塞司令官、第17師団長、第3師団長、第1師団長を歴任。1916年8月に待命となり、翌年4月、予備役に編入された。シベリア出兵に伴い召集を受け、1918年8月から翌年4月まで留守第12師団長を務めた。1917年4月21日、後備役に編入された。
退役後は妻の出身地である岐阜県稲葉郡加納町に移住して地元青年団や婦人会などの活動を支援し、1920年には第14回衆議院議員総選挙で岐阜3区から出馬して当選した。1924年1月までの任期中に軍人恩給法の改正などに尽力した。

## 栄典
位階
- 1886年（明治19年）7月8日 - 正七位[4]
- 1892年（明治25年）3月11日 - 従六位[5]
- 1896年（明治29年）3月24日 - 正六位[6]
- 1897年（明治30年）10月30日 - 従五位[7]
- 1903年（明治36年）10月10日 - 正五位[8]
- 1908年（明治41年）12月11日 - 従四位[9]
- 1911年（明治44年）9月30日 - 正四位[10]
- 1914年（大正3年）10月20日 - 従三位[11]

勲章等
- 1885年（明治18年）12月24日 - 望遠鏡一個[12]
- 1893年（明治26年）5月26日 - 勲六等瑞宝章[13]
- 1895年（明治28年）
  - 10月18日 - 功四級金鵄勲章、単光旭日章[14]
  - 11月18日 - 明治二十七八年従軍記章[15]
- 1896年（明治29年）11月25日 - 勲五等瑞宝章[16]
- 1903年（明治36年）11月25日 - 勲四等瑞宝章[17]
- 1905年（明治38年）11月30日 - 勲三等瑞宝章[18]
- 1906年（明治39年）4月1日 - 功三級金鵄勲章、勲二等旭日重光章、明治三十七八年従軍記章[19]
- 1913年（大正2年）5月31日 – 勲一等瑞宝章[20]
- 1915年（大正4年）11月10日 - 大礼記念章[21]
- 1919年（大正8年）12月15日 - 戦捷記章[22]

外国勲章佩用允許
- 1894年（明治27年）4月18日 - ヴィッテンベルク王国：王冠第五等勲章[23]

## 逸話
- 桂太郎（または林太郎中将・陸士旧6期）、宇都宮太郎と共に「陸軍の三太郎」と呼ばれた。
- 能書家としても知られ、幼少期に三輪田米山の私塾で学んだことがある。号は鳳林。

## 家族
- 父 仙波元太郎（和気郡馬木村の庄屋・田所与惣右衛門の弟で、仙波家の養子となる）[1]
- 母 仙波久[1]
- 養嗣子 仙波毅四郎（陸軍大佐）

## 参考資料
- 久米村誌刊行会編集部 『久米村誌』 久米公民館、1965年
- 長谷川怜「日露戦争と戦場の諜報戦」（『軍事史学』166号、2006年）　※日露戦争中の諜報活動に関して
- 秦郁彦編『日本陸海軍総合事典』第2版、東京大学出版会、2005年。
- 福川秀樹『日本陸軍将官辞典』芙蓉書房出版、2001年。
- 外山操編『陸海軍将官人事総覧 陸軍篇』芙蓉書房出版、1981年。